# Sequência de inteiros
Na matemática, uma sequência ou sucessão de inteiros é uma sequência (i.e. uma lista ordenada) de números inteiros.
São exemplos de sequência de números inteiros:
- A sequência dos números naturais:

{\displaystyle 1,2,3,4,5,6,7\ldots \,}
- A sequência dos quadrados perfeitos:

{\displaystyle 1,4,9,16,25,36,49,64\ldots \,}
- A sequência dos números primos:

{\displaystyle 2,3,5,7,11,13,17,19,23,\ldots \,}
- A sequência dos números fatoriais:

{\displaystyle 1,2,6,24,120,720,5040\ldots \,}
- A sequência dos números de Fibonacci:

{\displaystyle 1,1,2,3,5,8,13,21,34,55\ldots \,}
- A sequência dos números perfeitos:

{\displaystyle 6,28,496,8128,33550336,8589869056,\ldots \,}
- A sequência dos números abundantes:

{\displaystyle 12,18,24,30,36,40,42\ldots \,}
- A sequência dos números primos de Mersenne:

{\displaystyle 3,7,15,31,63,127,8191,131071,524287\ldots \,}
- A sequência dos números de Fermat:

{\displaystyle 3,5,17,257,65537\ldots \,}
- A sequência dos algarismos decimais de π :

{\displaystyle 3,1,4,1,5,9,2,6,5,3,5,8,9\ldots \,}